# Canadian Rugby Championship 2012
Canadian Rugby Championship 2012 – czwarta edycja najwyższej klasy rozgrywkowej w męskim rugby union w Kanadzie. Zawody odbywały się w dniach 18 sierpnia–22 września 2012 roku.

## Informacje ogólne
Podobnie jak rok wcześniej, każda z drużyn – Ontario Blues, Prairie Wolf Pack, Atlantic Rock i Pacific Tyee, która przejęła większość zawodników i miejsce w zawodach od BC Bears – rozgrywała dwumecze z zespołem z własnej dywizji oraz z jedną z drużyn z drugiej dywizji, a także jedno spotkanie z pozostałym uczestnikiem mistrzostw. Za zwycięstwo, remis i porażkę przysługiwało odpowiednio cztery, dwa i zero punktów, punkt bonusowy można było otrzymać za zdobycie przynajmniej czterech przyłożeń lub też za przegraną nie więcej niż siedmioma punktami.
Losy tytułu ważyły się do ostatniej kolejki, jednak ostatecznie dzięki zwycięstwu nad Atlantic Rock w zawodach triumfowała drużyna Ontario Blues.

## Faza grupowa
| 18 sierpnia 201218:00 | Prairie Wolf Pack | 64:19 | Pacific Tyee | Calgary Rugby Park, Calgary |
| 18 sierpnia 201218:00 |                   | 64:19 |              | Calgary Rugby Park, Calgary |

| 25 sierpnia 201216:30 | Ontario Blues | 23:19 | Atlantic Rock | Crusaders Park, Oakville |
| 25 sierpnia 201216:30 |               | 23:19 |               | Crusaders Park, Oakville |

| 25 sierpnia 201218:30 | Prairie Wolf Pack | 45:19 | Pacific Tyee | Calgary Rugby Park, Calgary |
| 25 sierpnia 201218:30 |                   | 45:19 |              | Calgary Rugby Park, Calgary |

| 1 września 201215:00 | Atlantic Rock | 18:22 | Prairie Wolf Pack | Swilers Rugby Complex, St. John’s |
| 1 września 201215:00 |               | 18:22 |                   | Swilers Rugby Complex, St. John’s |

| 1 września 201216:30 | Ontario Blues | 31:36 | Pacific Tyee | Sherwood Forest Park, Burlington |
| 1 września 201216:30 |               | 31:36 |              | Sherwood Forest Park, Burlington |

| 4 września 201218:00 | Atlantic Rock | 26:20 | Pacific Tyee | Swilers Rugby Complex, St. John’s |
| 4 września 201218:00 |               | 26:20 |              | Swilers Rugby Complex, St. John’s |

| 4 września 201218:30 | Ontario Blues | 38:17 | Prairie Wolf Pack | Crusaders Park, Oakville |
| 4 września 201218:30 |               | 38:17 |                   | Crusaders Park, Oakville |

| 15 września 201216:30 | Prairie Wolf Pack | 26:29 | Atlantic Rock | Calgary Rugby Park, Calgary |
| 15 września 201216:30 |                   | 26:29 |               | Calgary Rugby Park, Calgary |

| 15 września 201219:00 | Pacific Tyee | 17:32 | Ontario Blues | Westhills Stadium, Langford |
| 15 września 201219:00 |              | 17:32 |               | Westhills Stadium, Langford |

| 22 września 201215:00 | Atlantic Rock | 16:40 | Ontario Blues | Swilers Rugby Complex, St. John’s |
| 22 września 201215:00 |               | 16:40 |               | Swilers Rugby Complex, St. John’s |